# مطهره گونه‌ای
مطهره گونه‌ای فعال سابق دانشجویی و دبیر سیاسی سابق انجمن اسلامی دانشجویان دانشگاه تهران و کنشگر سیاسی است که بارها به دلیل انتقادات صریح خود از سیدعلی خامنه‌ای، رهبر جمهوری اسلامی و سیاست‌های حکمرانی وی بازداشت شده است.
او از سال ۱۳۹۸، فعالیت جدی خود را در انجمن‌اسلامی دانشکدهٔ دندانپزشکی آغاز کرد. خانم گونه‌ای در سال ۱۴۰۰ به عنوان دبیر فرهنگی و سال ۱۴۰۱ به عنوان دبیر سیاسی در شورای مرکزی انجمن اسلامی دانشجویان دانشگاه تهران و علوم پزشکی تهران فعالیت می‌کرد. در پی انتشار بیانیه‌ای صریح در خصوص قتل مهسا امینی، چهارم مهر توسط وزارت اطلاعات بازداشت و به بند ۲۰۹ زندان اوین منتقل شد که درپی آن تعداد کثیری از اساتید دندانپزشکی خواستار آزادی وی شدند.
ماه‌ها پس از آزادی از ورود به دانشکده ممنوع بود. در اردیبهشت ۱۴۰۲ به دلیل برگزاری مراسمی که از سوی مسئولین دانشگاه «افطاری سیاسی» با هدف تجمع غیرقانونی خوانده می‌شد، مجدداً ممنوع‌الورود شد و به کمیتهٔ انضباطی دانشگاه علوم‌پزشکی تهران معرفی گردید.

## دستگیری و محدودیت‌ها
او از دانشجویانی بود که در جریان خیزش زن زندگی آزادی از سوی حکومت جمهوری اسلامی بازداشت شد. او در اردیبهشت ۱۴۰۲ و در حالی که دانشجوی ترم آخر دکترای دندان‌پزشکی بود، بنا بر حکم بدوی شورای انضباطی دانشگاه به اتهام «ایجاد بلوا و آشوب در دانشکده» به اخراج از دانشگاه و محرومیت از تحصیل در دانشگاه‌ها به مدت پنج‌سال محکوم شد. در تیرماه همان سال، بر اساس پرونده‌سازی‌های واهی نیروهای سایبری و گردآوری توییت‌هایی مبنی بر «توهین به مقدسات» به شعبه ۳ بازپرسی دادسرای شهید مقدس (امنیت) اوین فراخوانده شد.حکم اخراج وی در شورای تجدیدنظر کمیته انضباطی و سپس در وزارت بهداشت به تغییر محل تحصیل و تبعید به دانشگاه علوم پزشکی اردبیل تبدیل شد.
او در روز ۱۲ اردیبهشت ۱۴۰۳ و چند روز پس از حضور در یک تحصن در اعتراض به صدور حکم اعدام علیه توماج صالحی برای دومین بار توسط واحد۵۵۵ پلیس امنیت و سپاه ثارالله بازداشت و به بند زنان زندان اوین منتقل شد. او در تاریخ ۱۶ اردیبهشت به اتهامات "توهین به رهبری، فعالیت تبلیغی علیه نظام و اخلال در نظم عمومیبه دلیل ایجاد هیاهو در اداره اطلاعات" به‌قید وثیقه یک میلیارد و دویست میلیون تومان آزاد شد.
خانم گونه‌ای در شعبه ۲۹ دادگاه انقلاب، به ریاست علی مظلوم به اتهام "تبلیغ علیه نظام" به تحمل یک سال حبس تعزیری محکوم شد که این حکم عینا در شعبه ۳۶ دادگاه تجدیدنظر عینا تایید گردید.
اما همچنان فعالیت‌های خود را علیرغم تهدیدها و احضارهای مکرر ادامه داد. پس از کشته شدن ابراهیم رئیسی و برگزاری انتخابات زودهنگام ریاست جمهوری، وی از مخالفان مشارکت در انتخابات بود و به همین دلیل اصلاح‌طلبان طرفدار پزشکیان، رئیس جمهور منتخب، با پرونده‌سازی  علیه وی در مورد آرا و نظراتش که مربوط به انتقاد از سیاست‌های جمهوری اسلامی در برابر حملات اسرائیل و "عملیات وعده صادق" بود، روبرو شد که نهایتا منجر به اعلام جرم دادستانی و بازداشت ایشان در تاریخ ۱۶ مهر و معرفی به زندان جهت گذراندن حکم یک سال حبس تعزیری گردید. به علاوه مجددا مطابق رای صادره توسط وزارت بهداشت، از اتمام دوره تحصیلی خود بازماند. همچنین برخی نمایندگان در صحن علنی مجلس شورای اسلامی، خواستار برخورد جدی با او به علت هتاکی و توهین به خامنه‌ای شدند. 
خانم گونه‌ای نهایتا در تاریخ ۲۶ اسفند ۱۴۰۳، با اتمام دوران محکومیت خود آزاد شد.
همزمان با شروع حملات اسرائیل علیه جمهوری اسلامی، مطهره گونه‌ای مجددا به دلیل مخالفت با سیاست‌های جنگ افروزانه خامنه‌ای و انتقاد صریح از وی با یورش نیروهای امنیتی وزارت اطلاعات، بدون هیچگونه حکم قضایی و همراه با ضرب و شتم وی و خانواده‌اش در تاریخ ۲۴ خرداد ۱۴۰۴ بازداشت و به بند ۲۰۹ اوین منتقل شد.
پس از حمله اسرائیل به زندان اوین، نگرانی‌ها در مورد وضعیت نگهداری و سلامتی زندانیان، به خصوص مطهره گونه‌ای و سایر زندانیان سیاسی افزایش یافت و به مدت دو هفته هیچ اطلاعی از ایشان در دسترس نبود. در این راستا بسیاری از کاربران شبکه اجتماعی ایکس، با کارزار " #زندانی_ما_کجاست " نگرانی و مطالبه خود را بیان کردند. وی سرانجام با تودیع وثیقه ۲ میلیارد تومانی پس از ۳۲ روز بازداشت در خانه امن وزارت اطلاعات، در تاریخ ۲۴ تیر آزاد شد. 